# Gambrinus

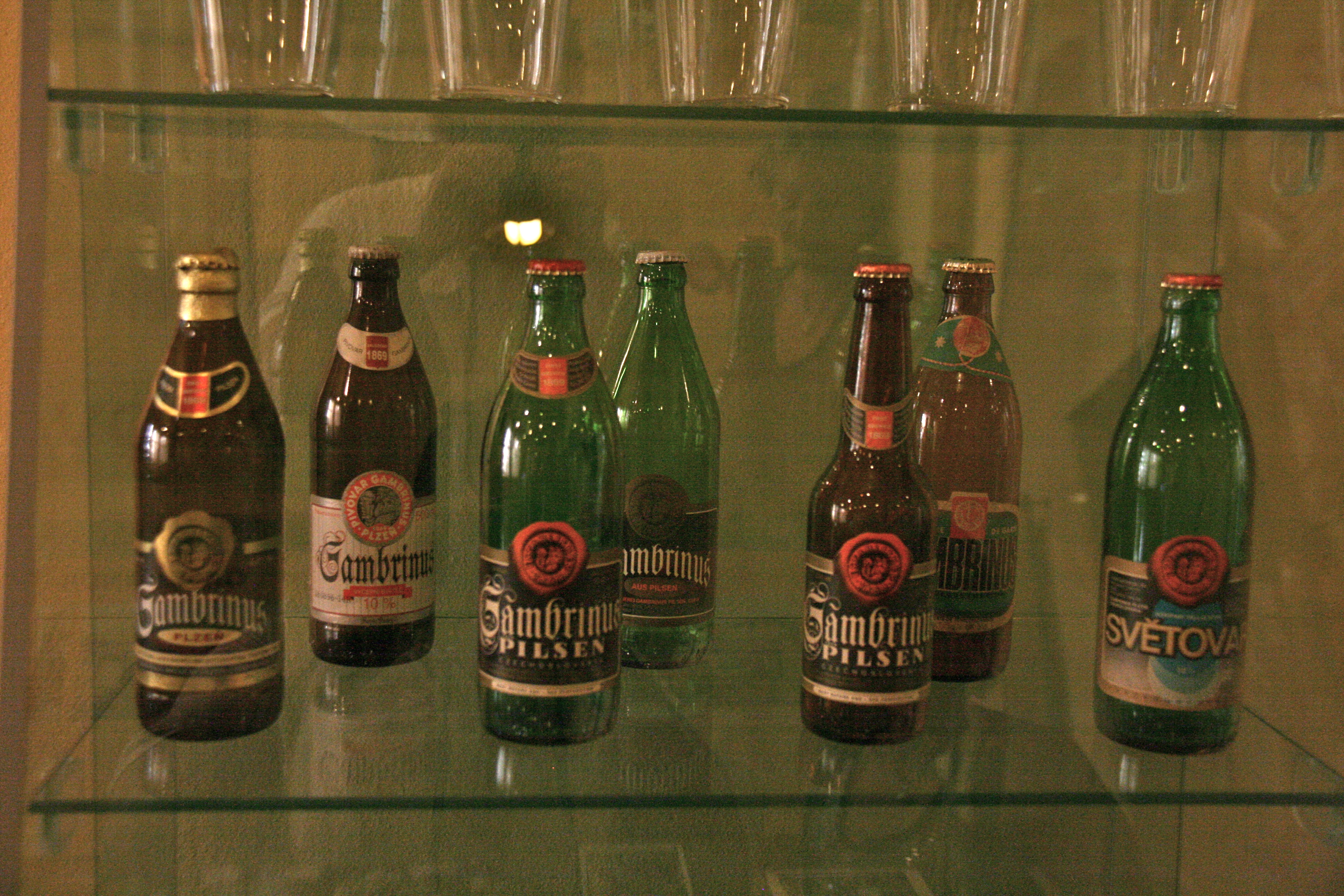
Historické etikety

Gambrinus je značka jednoho z nejprodávanějších piv v České republice. V letech 2006 a 2007 mu patřila zhruba čtvrtina českého trhu. Pivovar Gambrinus Plzeň získal ochrannou známku Plzeňský Gambrinus v roce 1919 po vzniku samostatného Československa. Totéž pivo se však v Plzni pod jiným názvem vařilo už od roku 1869, kdy vznikl tamní První akciový pivovar. Pivovar je od roku 1994, kdy byla dokončena privatizace, součástí společnosti Plzeňský Prazdroj a.s.

## Vznik jména

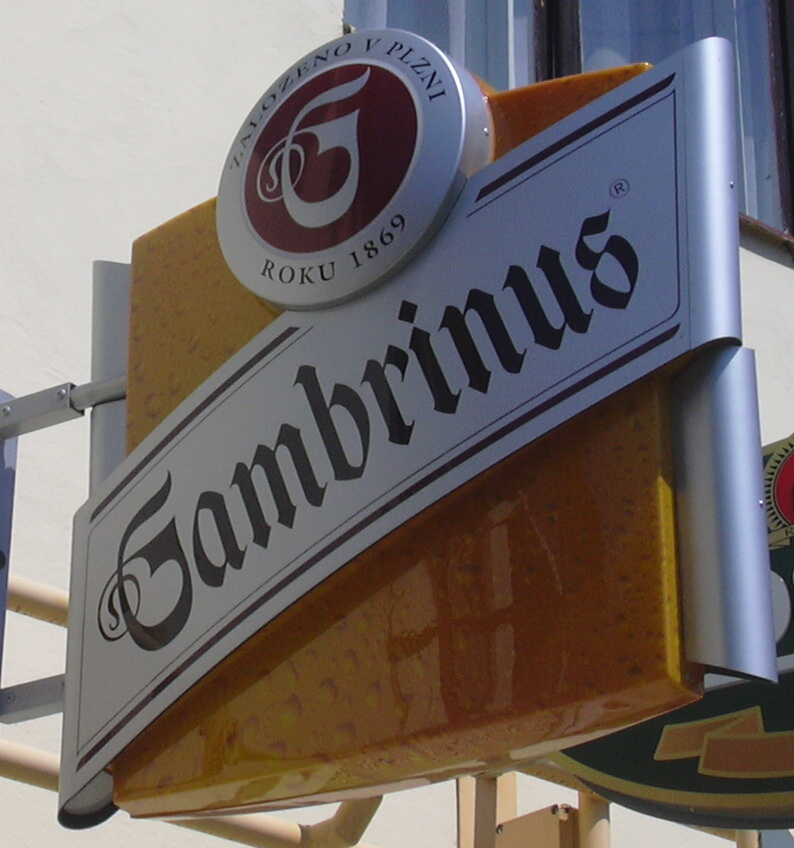
Logo

Pověst o králi Gambrinovi se tradovala od středověku a byla zaznamenána roku 1543 v bavorské kronice Burkarta Wallise. Podle této pověsti začal král Gambrinus jako první vařit pivo, když se tomu naučil od Isis, staroegyptské bohyně úrody a hodokvasu.
Historie vaření piva je mnohem starší, než ona středověká pověst. Pivo se vařilo ve starověké Mezopotámii i v Egyptě. O pšeničném pivě se několikrát zmiňuje i Bible.
Král Gambrinus má zdánlivě latinské jméno, ale je zkomoleninou titulu Jean Primus = Jan První. Byl to ve skutečnosti Jan I. Brabantský. Při bitvě u Worringenu nedaleko Kolína nad Rýnem dne 5. června 1288 porazil se svými spojenci lucemburského hraběte Jindřicha III., a tím definitivně připadlo vévodům brabantským Limbursko. Na prosbu bruselského sladovnického cechu se poté stal jeho čestným předsedou (patronem), a od té doby býval v cechovních místnostech vyobrazen jako opulentní usměvavý muž s věncem z chmelových ratolestí na hlavě a s pohárem pěnícího piva v ruce. Stal se tak častým nástupcem řeckého boha Dionýsa a novověkým patronem pivovarnictví, nejprve v Brabantsku, tj. na území dnešní severní Belgie a jižního Nizozemí (Brusel, Lovaň, Antverpy, Breda, Hertogenbosch, Tilburg), od doby barokní také v ostatních "pivařských" zemích.
V Čechách je tradice krále Gambrina doložena teprve spíše až z 19. století, například obrazy ve sbírce Národního muzea v Praze, či názvem pivnice "U krále Brabantského" v Praze na Malé Straně.
Na konci 19. století byl už Gambrinus i v Čechách všeobecně populární postavou. Ve své propagaci ho používal například pražský pivovar na Smíchově. Pod názvem Gambrinus byly na přelomu 19. a 20. století v Česku prodávány také známkově chráněné „pivní bonbony“.
Ke změně názvu tohoto plzeňského piva vedly v roce 1919 prozaické reklamní důvody. Původní název Pilsner Kaiserquell byl až příliš spojován se starým Rakouskem a jeho císařem. Co však v 19. století fungovalo jako dobrý marketingový tahák, bylo po vzniku republiky v roce 1918 už považováno za nevhodný anachronismus.

## Druhy českého piva značky Gambrinus
- Gambrinus Nepasterizovaná 10: Spodně kvašené světlé výčepní pivo, nepasterizované. Obsah alkoholu 4,2 %
- Gambrinus Nepasterizovaná 11: Spodně kvašený světlý ležák, nepasterizovaný. Obsah alkoholu 4,6 %
- Gambrinus Nepasterizovaná 12: Spodně kvašený světlý ležák ze tří druhů sladů,
- Gambrinus Nefiltrovaný ležák: Spodně kvašený nefiltrovaný světlý ležák, nepasterizovaný. Obsah alkoholu 4,8 %
- Gambrinus Originál 10: Spodně kvašené světlé výčepní pivo. Obsah alkoholu 4,3 %
- Gambrinus Patron 12: Spodně kvašený světlý ležák. Obsah alkoholu 5,2 %
- Gambrinus Polotmavá 12: Spodně kvašený světlý ležák. Obsah alkoholu 5,2 %

- Gambrinus Dry: Světlé pivo se sníženým obsahem cukru, obsah alkoholu 4,0 %

Pod všemi druhy českého piva Gambrinus je podepsán vrchní sládek pan Jan Hlaváček.

První pivní etiketa piva značky Gambrinus byla použita v roce 1920.

## Další pivovary užívající značku Gambrinus

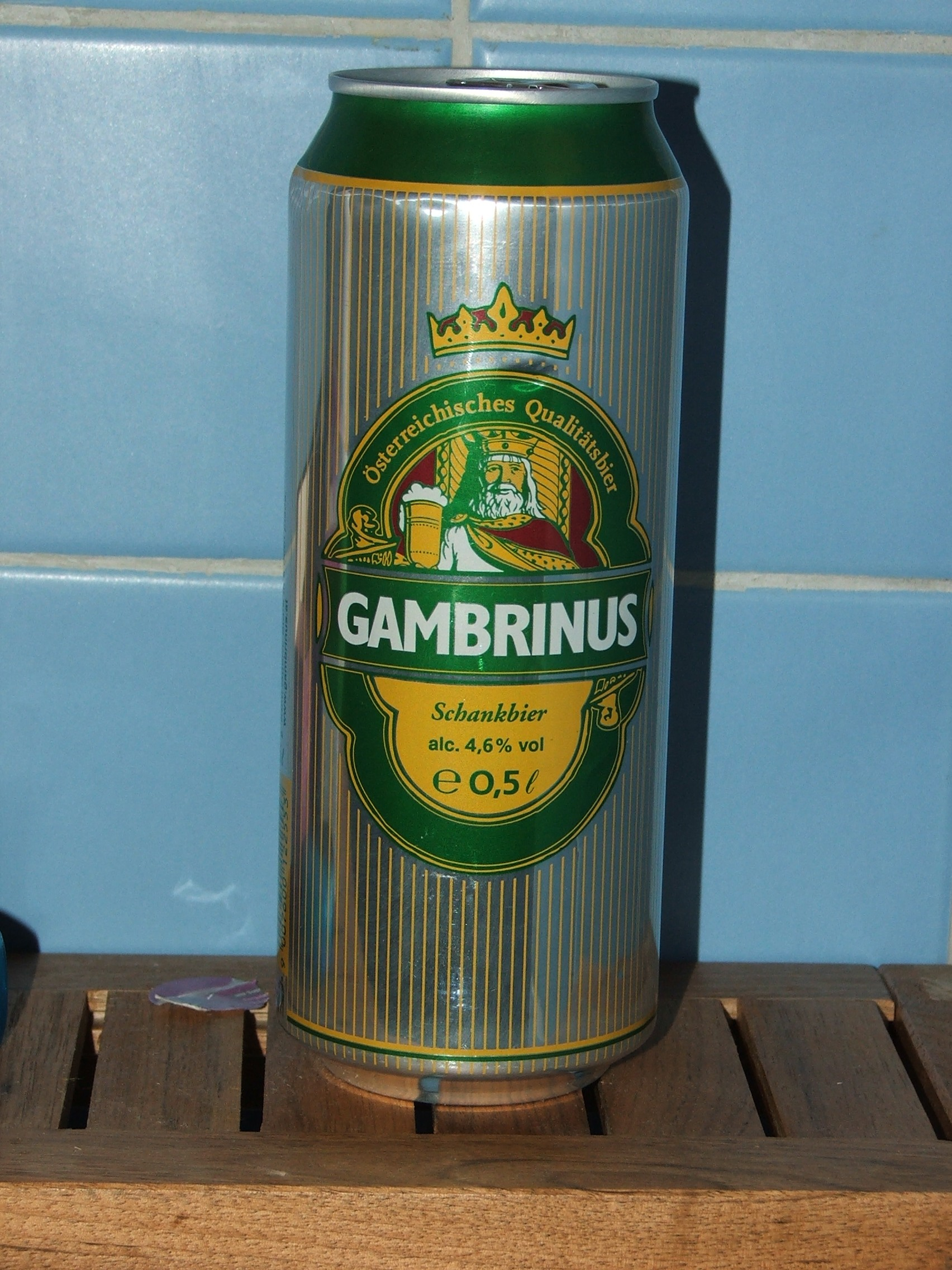
Rakouský Gambrinus

Tato značka je užívána i mnohými jinými pivovary v Německu nebo Dánsku. V Mendigu (Porýní-Falc) se koná každý druhý rok pivní slavnost Gambrinusfest.
- Pivovar Gambrinus ve Weiden in der Oberpfalz (Německo)
- Pivovar Gambrinusbräu, Oberhaid (Německo)
- Pivovar Gambrinus, Nagold (Německo)
- Pivovar Gambrinus, Naila (Německo)
- Pivovar Mohrenbrauerei August Huber (Vorarlberg, Rakousko) vyrábí černé pivo této značky
- Pivovar Ottakringer Brauerei AG vaří jeden druh pojmenovaný Gambrinus, Vídeň, Rakousko
- Pivovar Hancock ve Skive, Dánsko
- Pivovar Grivita, Bukurešť, Rumunsko